# Julius Schulze
Julius Schulze (* vor 1872; † nach 1877 in Königsberg) war ein deutscher Politiker und hessischer Abgeordneter.
Julius Schulze war 1872 bis 1874 Handelskammer-Sekretär bei der Handelskammer Mainz. 
Von 1875 bis 1877 gehörte er der Zweiten Kammer der Landstände des Großherzogtums Hessen an. Er wurde für den Wahlbezirk Stadt Alsfeld gewählt. 
Später war er Sekretär des konservativen Wahlvereins in Königsberg.